# Mark Rakita
Mark Rakita (* 22. července 1938 Moskva, Sovětský svaz) je bývalý sovětský a ruský sportovní šermíř židovského původu, který se specializoval na šerm šavlí. Sovětský svaz reprezentoval v šedesátých a sedmdesátých letech. Zastupoval moskevskou šermířskou školu, která spadala pod Ruskou SFSR. Na olympijských hrách startoval v roce 1964, 1968, a 1972 v soutěži jednotlivců a družstev. V soutěži jednotlivců získal na olympijských hrách 1968 stříbrnou olympijskou medaili. V roce 1967 získal titul mistra světa v soutěži jednotlivců. Se sovětským družstvem šavlistů vybojoval dvě zlaté (1964, 1968) a jednu stříbrnou (1972) olympijskou medaili a s družstvem vybojoval pět titulů mistra světa v roce 1965, 1967, 1969, 1970 a 1971.